# Lichenopora flosculus
Lichenopora flosculus är en mossdjursart som beskrevs av Walter Douglas Hincks 1862. Lichenopora flosculus ingår i släktet Lichenopora och familjen Lichenoporidae. Inga underarter finns listade i Catalogue of Life.